# روزا فونتانا
روزا فونتانا (بالإسبانية: Rosa Fontana)‏ هي ممثلة إسبانية، ولدت في 21 يناير 1938 في سرقسطة في إسبانيا.

## وصلات خارجية
- روزا فونتانا على موقع IMDb (الإنجليزية)
- روزا فونتانا على موقع قاعدة بيانات الفيلم (الإنجليزية)